# Mieczysław Dedo
Mieczysław Dedo (ur. 5 kwietnia 1931 w Żółkowie, zm. 3 listopada 2014 w Warszawie) – polski dyplomata, ambasador PRL w Nigerii (1967–1971), Zairze (1979–1982) oraz dwukrotnie w Korei Północnej (1986–1990 i 1996–2002).

## Życiorys
W 1950 ukończył Liceum Humanistyczne w Jaśle. Studiował na Katolickim Uniwersytecie Lubelskim i orientalistykę Uniwersytecie Jagiellońskim (dyplom w 1955), następnie również w Studium Służby Zagranicznej Wyższej Szkoły Nauk Społecznych przy KC PZPR (dyplom w 1979).
Od 1954 do 1955 pracował jako tłumacz w Międzynarodowej Komisji Nadzoru i Kontroli w Wietnamie, Laosie i Kambodży, następnie był attaché Ambasady PRL w Ankarze (1956–1958), starszy radca w Departamencie V Ministerstwa Spraw Zagranicznych (1958–1959), attaché, II i I sekretarzem ambasady w Bagdadzie (1959–1962) oraz Chargé d’affaires ad interim tamże (1962–1963). Bezpośrednio po powrocie starszy radca w Protokole Dyplomatycznym MSZ. W latach 1964–1967 pełnił obowiązki naczelnika Wydziału w Departamencie Współpracy Kulturalnej i Naukowej MSZ. W lipcu 1967 rozpoczął misję jako ambasador nadzwyczajny i pełnomocny PRL w Nigerii, Kamerunie, Dahomeju i Togo (do września 1971). W latach 1971–1973 pracował jako wicedyrektor i dyrektor Protokołu Dyplomatycznego MSZ. Od listopada 1973 do czerwca 1974 był doradcą przy Polskiej Wojskowej Jednostce Specjalnej w Doraźnych Siłach Zbrojnych ONZ na Bliskim Wschodzie w Kairze. Od października 1974 do stycznia 1976 doradca ministra w Departamencie Centrum Informacyjnego MSZ, a od lutego 1976 do października 1979 wicedyrektor Departamentu I w MSZ. Następnie był m.in. ambasadorem w Zairze i Ludowej Republice Konga (październik 1979 – maj 1982). Od października 1982 doradca ministra w Departamencie Międzynarodowych Organizacji MSZ. Od 1986 do 1990 pełnił misję jako ambasador nadzwyczajny i pełnomocny w Korei Północnej. Ponownie reprezentował Polskę przed KRLD w latach 1996–2002. Ze względu na ochłodzenie stosunków polsko-północnokoreańskich, formalnie nie był ambasadorem.
Należał do Związku Walki Młodych (1947–1948) oraz Związku Młodzieży Polskiej (1948–1952). 17 stycznia 1950 wstąpił do Polskiej Zjednoczonej Partii Robotniczej. W strukturach PZPR był m.in.: instruktorem Wydziału Propagandy i Agitacji Komitetu Wojewódzkiego w Krakowie (1954–1955), członkiem egzekutywy POP przy Ambasadzie w Ankarze (1956–1958), referentem politycznym (1955–1956), tłumaczem i lektorem w Komitecie Warszawskim i Wydziale Zagranicznym KC PZPR.
Odznaczony Krzyżem Kawalerskim Orderu Odrodzenia Polski (1979), Złotym i Srebrnym Krzyżem Zasługi oraz Medalem 40-lecia Polski Ludowej.
Syn Jakuba i Marii. Pochowany 13 listopada 2014 w Jaśle.